# Menhirs de Kerangosquer
Les menhirs de Keransgosquer sont deux menhirs situés sur la commune de Pont-Aven, dans le département du Finistère en France.

## Historique
En 1835, le Chevalier de Fréminville mentionne deux menhirs « l'un près de la ferme de Kerangosquer, a quinze pieds et demi de hauteur ; l'autre, dans la lande de Kerveguelen, est une belle aiguille brute de dix-sept pieds d'élévation ». Cette description est reprise ultérieurement par plusieurs auteurs à la fin du XIXe siècle (Ogée, R-F. Le Men, Flagelle). Le plus grand menhir est classé au titre des monuments historiques par arrêté du 6 janvier 1971.

## Description
Le grand menhir est un bloc de granite de 5,50 m de hauteur pour une largeur à la base variant de 1,15 à 2,50 m selon les côtés. La face nord est quasiment verticale. La face orientale comporte à 1,30 m de hauteur une gravure en forme de croix pattée de 0,40 m de hauteur.
Le second menhir est situé à moins de 150 m au nord-ouest du grand menhir. C'est une dalle de granite de 3,30 m de hauteur mesurant 2,60 m de largeur à la base pour une épaisseur maximale de 1,15 m. Sa face nord est assez plane tandis que sa face sud est bombée et comporte plusieurs rigoles d'érosion.

## Légendes et traditions
Le grand menhir est appelé la pierre du Coq. Selon une légende, le coq qui garde le menhir en sort deux fois par an, à Pâques et à Noël, au premier coup de minuit et chante pour inciter les passants à chercher le trésor enfoui sous le menhir qui se soulève à cette occasion.